# Горбачёво (станция)
Горбачёво — узловая железнодорожная станция в Плавском районе Тульской области. Неэлектрифицированная однопутная линия на Сухиничи-Узловые и Тёплое (на участке Тёплое — Волово — Куликово поле и Горбачёво — Арсеньево разобрана). Имеются активные подъездные пути на частное предприятие. Электрифицированная двухпутная линия на Тулу и Орёл (Курское направление МЖД). При ней расположен посёлок станции Горбачёво, а севернее примыкает собственно посёлок Горбачёво.
На станции три пассажирских островных платформы. Одноэтажный вокзал.
В сторону Сухиничей и Тёплого пассажирское и грузовое движения отсутствует. На линии Тула — Орёл интенсивное пассажирское и грузовое движения. Ежедневно на станции имеют остановку три пары пригородных поездов: два Тула — Скуратово и Тула — Орёл.

## Исторический факт
- На станции совершены «железнодорожные обрядности» по перевозке тела Льва Николаевича Толстого до станции Козлова Засека. Из Астапово тело Л. Н. Толстого было отправлено особым поездом 8 ноября 1910 года, в 1 час 10 мин дня перевезено до Горбачёва без железнодорожных документов с таким почётом, как подобает великому человеку. Но в Горбачёве, для дальнейшей перевозки по казённой Mосковско-Курской дороге, потребовалось выполнить «установленные правила» и составить документы.